# Bonnie Wright
Bonnie Francesca Wright (născută la 17 februarie 1991) este o actriță britanică, model, scriitoare, director și producător, cunoscută pentru rolul ei din Harry Potter, Ginny Weasley.
Bonnie s-a născut în Londra, fiind al doilea copil al lui Gary Wright și Sheila Teague. Are un frate mai mare, Lewis. A urmat școala primară Prior Weston și mai apoi Școala King Alfred din Nordul Angliei. În timpul filmărilor pentru Harry Potter și Talismanele Morții -părțile 1 și 2, a urmat Universitatea de Artă:London College of Communication, pentru a studia pentru  Film and Television Production Manager.Vrea să continuie cu actoria.

## Cariera
Wright a participat la audițiile pentru rolul lui Ginny Weasley în 2000 doar pentru că fratele ei i-a zis ca seamănă cu unul dintre personaje. Apare în primul film, Harry Potter și Piatra Filosofală într-o mică secvență din Gara King`s Cross, unde ea, mama ei și cei 4 frați mai mari îl întâlnesc pentru prima dată pe Harry Potter. Rolul ei devine mult mai important în cel de-al doilea film al seriei, Harry Potter și Camera Secretelor, când devine studentă la Hogwarts și primește un jurnal secret, ceea ce o face să fie în mijlocul atenției. În același film, ea deschide Camera Secretelor, fiind sub influența jurnalului lui Tom Riddle (rom. Cupruld), cel care stârnește toate necazurile în seria Harry Potter.
În cel de-al treilea film, Harry Potter și Prizonierul din Azkaban are doar câteva replici, vorbind cu Hermione Granger. Cu toate acestea, personajul ei a avut un rol destul de important în cel de-al patrulea film al seriei, Harry Potter și Pocalul de Foc.
În Harry Potter și Ordinul Phoenix Wright a avut un rol central, intrând în Armata lui Dumbledore și participând la Bătălia din Departamentul Misterelor contra lui Voldemort și Mortivorilor, alături de Armata lui Dumbledore și Ordinul Phoenix. În Harry Potter și Prințul Semisânge, Wright continuă să aibă un rol central, unde devine un important atacant pentru echipa de Vâjthaț a Cercetașilor și având mai multe relații, una dintre ele fiind chiar cu Harry.
În Harry Potter și Talismanele Morții părțile 1 și 2, Wright reia rolul central pentru ultima oară. În aceste filme a fost văzută în special în scenele  dinaintea plecării celor trei protagoniști pentru a căuta horcruxuri, în Bătălia de la Hogwarts și în Epilog - nouăsprezece ani mai târziu.
Wright a oferit, de asemenea, vocea lui Ginny în versiunile de jocuri video ale filmelor Harry Potter și Ordinul Phoenix , Harry Potter și Printul Semisânge si Harry Potter și Talismanele Morții - Partea 1. Wright este unul dintre cei treisprezece actori care a apărut în toate cele opt filme din Harry Potter.Toate filmele Harry Potter au fost succese comerciale.
Wright a primit recenzii pozitive pentru performanțele sale ca Ginny Weasley în întreaga lume.
JK Rowling, autoarea seriei de cărți Harry Potter a ținut un discurs în timpul premierei mondiale a celui de-al optulea și ultimul film, Harry Potter și Talismanele Morții Partea 2 la 7 iulie 2011 în Londra , Anglia. Ea a anunțat că există șapte serii de filme deoarece membrii distribuției Harry Potter au fost numiti de ea "Big Seven ", și ea a numit-o pe Wright ca fiind unul dintre cei șapte membri , alături de Daniel Radcliffe, Rupert Grint, Emma Watson, Tom Felton, Matthew Lewis și Evanna Lynch.
A mai jucat în filme precum Stranded,Agatha Christie: A Life in Pictures The Sea, After the Dark și Before I Sleep, dar niciunul nu se compară cu Harry Potter. În 2014 urmează să apară filmul Those Who Wander iar în 2013 a jucat în piesa de teatru The Moment of Truth.

## Modelling
Wright are pagina proprie la Next Models Agency.Ea a fost numită câștigătoarea la Most Edgy Look Award at the 2011 Rodial Beautiful Awards.
Wright a participat ca model pentru designerul de modă Katie Eary pentru colecția de toamnă / iarnă 2011 în timpul Săptămânii Modei de la Londra. Wright a participat la diferite ședințe foto și interviuri : Entertainment Weekly,  The Times Luxx Magazine, The Daily Mail You Magazine, InStyle Magazine, Nylon Magazine, Vanity Fair și Dirty Glam Magazine.

## Viața personală
În februarie 2010, Wright a confirmat că avea o relație cu actorul britanic Jamie Campbell Bower, care a jucat versiunea tânără a lui Gellert Grindelwald în Harry Potter și Talismanele Morții - Partea 1. Au confirmat angajamentul lor în aprilie 2011. Wright și Bower au anulat pe cale amiabilă logodna lor la 30 iunie 2012.